# Vaboles pagasts
Vaboles pagasts er en territorial enhed i Daugavpils novads i Letland. Pagasten etableredes i 1945, havde 880 indbyggere i 2010 og omfatter et areal på 77,63 kvadratkilometer. Hovedbyen i pagasten er Vabole.